# Cayetano Girón
Cayetano Girón (1794-1836) fue un militar y político mexicano que se distinguió por su actuar durante la Independencia de México en la actual zona de Tamaulipas. Fue además el primer alcalde constitucional de la actual Heroica Matamoros.
Nacido en la región de la actual ciudad de Camargo, Garza Girón fue el segundo de seis hermanos que llegaron a la madurez. Descendía de colonos españoles que primero se afincaron en la ciudad de Monterrey para pasar después al lugar donde nació Cayetano. Cursó sus primeras letras en la escuela parroquial local. Como la familia era ganadera y próspera cuando tuvo 16 años lo enviaron al seminario en la Ciudad de México para que llegase a ser sacerdote.
En 1811, la ciudad era un hervidero a causa de las ideas independentistas que se fraguaban a la sombra del levantamiento de Miguel Hidalgo y Costilla el año anterior. Trabó amistad con muchos liberales en los dos años que pasó en la capital y se cree que escribió varios panfletos independentistas publicados clandestinamente bajo el seudónimo de «Pelícano».
Como en el seminario no progresó mucho a causa de su naturaleza inquieta, Garza Girón decidió regresar a Tamaulipas en 1813. Sus padres fallecieron al año siguiente. Repartida la herencia entre los hermanos, la vida de ganadero lo aburre y decide vender su herencia a su hermano menor Dámaso. De vocación militar, no logra entrar en contacto con ningún insurgente a causa de la lejanía de Camargo de los principales centros de conflicto y las malas comunicaciones. A pesar de su interés y orientación política ingresa al ejército realista en 1815 con el grado de subteniente y estuvo en el cuerpo militar que primero enfrentó a Francisco Xavier Mina tras su desembarco en Soto la Marina.
Garza deserta del ejército realista en 1818 imbuido por las ideas liberales de la independencia y retorna a Tamaulipas donde es reconocido y apresado en la población de Jiménez por desertor. Sin embargo logra fugarse a la ranchería de Villa del Refugio (futura Matamoros). Allí vive de incógnito con ayuda que le envían sus hermanos.
Cuando se proclama la independencia, Cayetano Garza es el primero en la población en proclamarse en su favor. Se le concede por ello el grado de capitán y eventualmente es nombrado primer alcalde constitucional de la recién renombrada Matamoros. Su legado como alcalde fue el trazado original de la actual Plaza Hidalgo y la erección del palacio municipal. Falleció en 1836 en Camargo, Tamaulipas.